# Hollywoodland
Hollywoodland (br: Hollywoodland - Bastidores da Fama; pt: Holywoodland) é um filme americano de 2006, um drama biográfico dirigido por Allen Coulter sobre o detetive Louis Simo, (Adrien Brody), investigando o suspeito suicídio do ator George Reeves (Ben Affleck), o protagonista da série Superman. Distribuído pela Focus Features no Estados Unidos, e Miramax Films no mundo. Ben Affleck foi nomeado ao Globo de Ouro para melhor ator coadjuvante mas perdeu para Eddie Murphy por Dreamgirls.